# Flotador

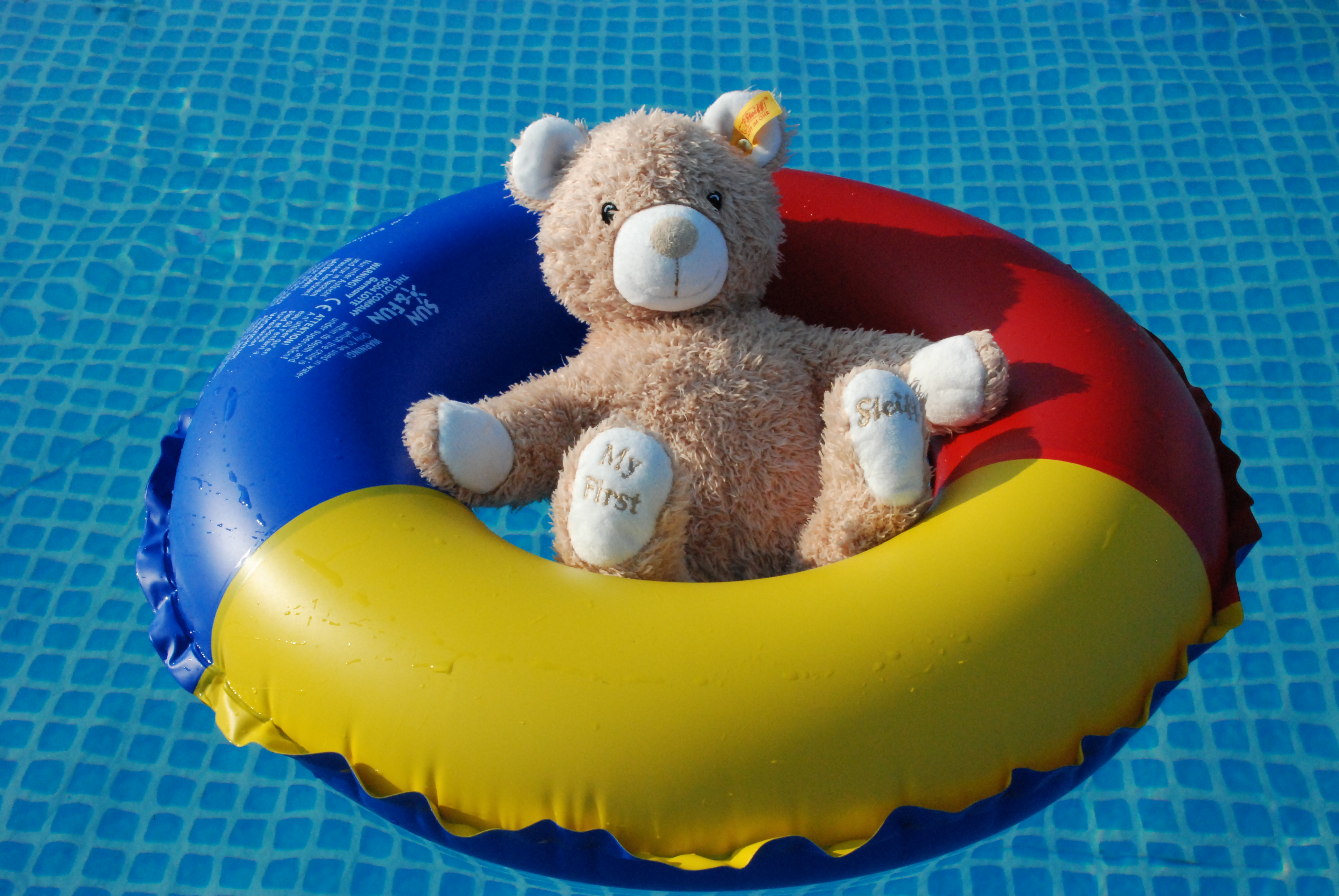
Flotador de plástico.

Un flotador es un elemento fabricado de un material ligero que sirve para mantener a flote a una persona o a un objeto que, sujeto al mismo, evita así que se hunda.
Los flotadores de playa o piscina se pueden fabricar con materiales ligeros como el corcho o el plástico, en este último caso, por lo general, inflado con aire de modo que flote en el agua. 
El flotador de plástico está formado por dos piezas simétricas de este material una de las cuales soporta una válvula por la que se insufla el aire. Las dos piezas están selladas pudiendo mantener el aire en su interior. 
Con esta misma función se utilizan los tubos flotadores, rollos flexibles de espuma de polietileno expandido (EPE).

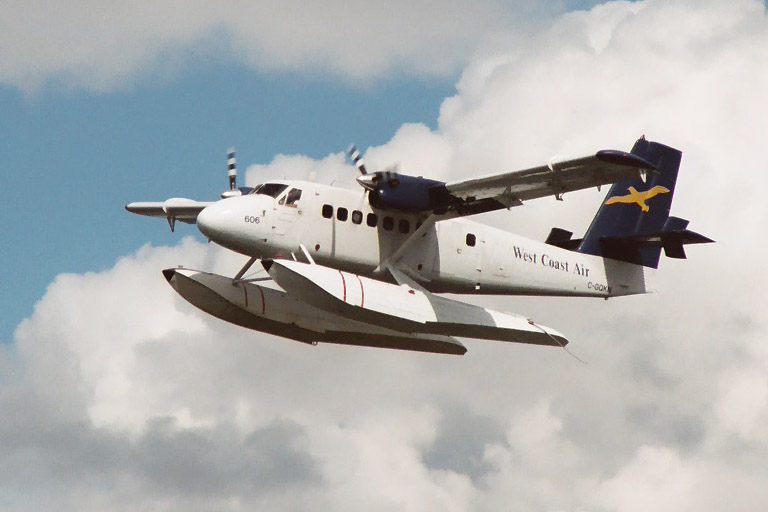
Hidroavión DHC-6 Twin Otter, con dos grandes flotadores.

También se denominan flotadores a los dispositivos hidrodinámicos ubicados bajo el fuselaje que permiten la flotabilidad de un hidroavión. En los hidroaviones de tipo hidrocanoa están situados en las alas, y su objetivo no es tanto ayudar a la flotabilidad, ofrecida principalmente por el mismo casco de la aeronave, sino equilibrio lateral.
Los interruptores de nivel de cisternas de inodoro o de bombas hidráulicas incorporan flotadores en su mecanismo para accionar el paso del agua.